# Saltnarv
Saltnarv (Spergularia marina) är en växtart i familjen nejlikväxter. 